# Aradia o el evangelio de las brujas

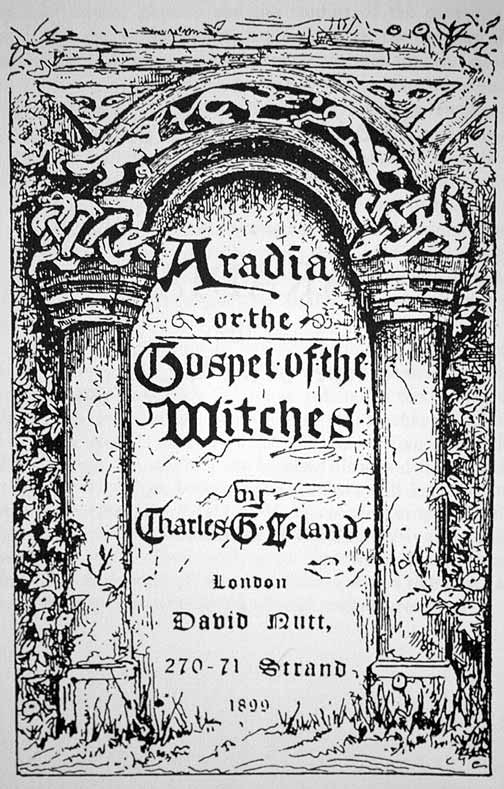
Portada de la edición original de Aradia.

Aradia o el evangelio de las brujas es un libro escrito por el folclorista estadounidense Charles Leland y publicado en 1899. El texto describe los credos y ritos de un movimiento religioso oculto relacionado con la brujería en la región italiana de Toscana. Leland asegura que tal movimiento ya existía desde hacía siglos en el momento en que él lo descubrió, la década de 1890. Los críticos han discutido durante mucho tiempo si está en lo cierto o no sobre eso. A pesar de esto el libro se convirtió en uno de los textos fundamentales del neopaganismo.
El texto tiene fuentes muy entremezcladas. Parte es de una traducción al inglés, realizada por Leland, del manuscrito en italiano Vangelo (evangelio). Leland dijo que el manuscrito lo había recibido de su principal contacto sobre brujería italiana, una mujer a la que él llama "Maddalena". El resto de capítulos del libro vienen de los estudios del propio Leland sobre folclore y tradiciones italianas, además de otros elementos que le envió Maddalena. Leland ya conocía la existencia del Vangelo desde 1886, pero Maddalena no le envió un ejemplar hasta 1897. Tras traducir y repasar el texto, esperó dos años más para publicarlo. El emblema central de este culto es la diosa Aradia, que se encarnó para instruir en las artes de la brujería a los campesinos y así, estos tuvieran la capacidad de defenderse de los señores feudales y de la Iglesia católica.
La obra de Charles Leland fue relativamente desconocida hasta la década de 1950, cuando se comenzaron a discutir otras teorías sobre el paganismo y su posible supervivencia hasta el siglo XX. Aradia fue nuevamente estudiada sobre la base de hipótesis modernas y el desacuerdo entre los que han investigado el asunto continúa hasta hoy. Algunos, rechazan las afirmaciones de Leland sobre el origen del manuscrito mientras que otros ven el Vangelo y su traducción como un documento incomparable sobre creencias populares. Además del interés que suscitó entre los académicos, Aradia tuvo gran importancia también en la historia de la wicca gardneriana y su ideario porque el libro fue usado para demostrar que los ritos de brujería pagana habían sobrevivido en Europa. Por el interés creciente que había despertado en el público, Aradia se dio a conocer ampliamente por medio de las muchas reediciones que ha tenido, incluyendo una edición crítica en 1999, que contenía una nueva traducción de Mario y Dina Pazzaglini.

## Origen

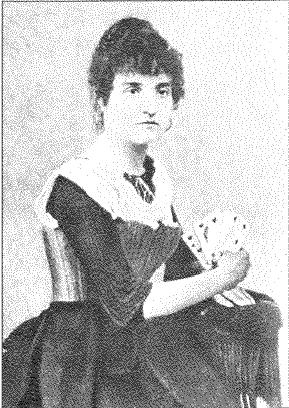
Maddalena cuando era una joven vidente.

Charles Godfrey Leland fue un escritor y folclorista estadounidense que estudió en profundidad el folclore italiano en Florencia. Aradia es producto de sus investigaciones allí. Aunque el libro se suele asociar con Leland, el descubrimiento del manuscrito original es en parte atribuible a una misteriosa mujer italiana, a quien Leland y su nieta y biógrafa Elizabeth Robins Pennell llamaban "Maddalena". Según la folclorista Roma Lister, amiga de Leland, el verdadero nombre de Maddalena era Margherita, y venía de Florencia. Maddalena probablemente se veía como una bruja muy diestra en los antiguos ritos y afirmaba pertenecer a un antiquísimo linaje que provenía de los etruscos. Cuando ella escribía una carta a Leland, siempre firmaba con el nombre "Maddalena Talenti".
Leland decía que había encontrado a Maddalena en 1886: ella se convirtió rápidamente en la principal fuente de la obra sobre folclore italiano durante los años siguientes. Él opinaba que ella pertenecía a una antigua tradición de brujería ya desaparecida. Leland escribió: "tras una largo aprendizaje, ella hoy sabe todo aquello que quiero y sabe como sacar información de su gente". Él recibió en total varios cientos de páginas de Maddalena, las cuales revisó y arregló para incluirlas en sus libros: Etruscan Roman Remains in Popular Tradition ("Vestigios Etruscoromanos en la tradición popular"), Legends of Florence Collected From the People ("Leyendas de Florencia recogidas del pueblo"), y por último Aradia or the Gospel of the Witches. En 1886, Leland dijo que había averiguado que existía un manuscrito que describiría la doctrina de la brujería italiana, y pidió a Maddalena que le consiguiera un ejemplar tan rápido como fuera posible. Solo once años más tarde, el 1 de enero de 1897, Leland recibió por correo el manuscrito Vangelo. Por como había sido escrito, era evidente que el texto había salido de la mano de la misma Maddalena. Leland lo consideró desde el primer momento como un documento auténtico sobre la "Religión Antigua" de las brujas, pero no fue capaz de determinar si el texto provenía de fuentes orales o escritas. Las cartas siguientes que intercambiaron Maddalena y Charles Leland muestran que ella pretendía contraer matrimonio y emigrar a los Estados Unidos de América: el Vangelo sería el último documento que Leland recibió de ella.
Leland finalizó la traducción y composición del texto a principios de 1897 y lo mandó a David Nutt para publicarlo. Pero Nutt posponía una y otra vez la edición de la obra. Dos años después, Leland escribió a David Nutt pidiéndole que le devolviera el manuscrito para dárselo a otro editor. Esa petición provocó un súbito cambio de actitud en Nutt que por fin publicó una pequeña cantidad de ejemplares del libro en julio de 1899.
El escritor wiccano Raymond Buckland afirmó ser el primero en reeditar el libro en 1968 a través de su editorial "Buckland Museum of Witchcraft" (Museo de Brujería Buckland). En realidad ya había una reedición anterior de "Wiccens"sic "Charles Rex Nemorensis" y Mary Cardell a principios de la década de 1960. Desde entonces, la obra ha sido reeditada en numerosas ocasiones, incluso una traducción nueva y comentada de Mario y Dina Pazzaglini.

## Contenido
Como para entonces él ya había estudiado durante once años la especialidad, decía no estar sorprendido por el contenido del Vangelo. En su mayor parte contenía lo que esperaba, exceptuando unos fragmentos semipoéticos."Yo también creo", escribió Leland en el libro, "que en ese Evangelio de las brujas tenemos al menos una fidedigna descripción de la doctrina y de los rituales durante los aquelarres. Rendían culto a deidades prohibidas y practicaban actos prohibidos, inspirados tanto en la rebelión contra la sociedad como en sus propias pasiones".
Del trabajo de Leland vio la luz un libro bastante delgado. Organizó el texto creando quince capítulos a los que añadió un breve prefacio y un apéndice. La versión publicada contenía además notas y extractos del texto original italiano que Leland había traducido. Aradia consiste en su mayor parte en hechizos, bendiciones y rituales, pero el texto también incluye algunas historias y mitos evidenciando así la influencia de la mitología romana y del catolicismo. Los personajes más mencionados son la diosa Diana, un dios del sol llamado Lucifer, el Caín bíblico presentado como un dios de la luna y Aradia, en un papel de tipo mesiánico. La brujería descrita en el libro es al mismo tiempo un método práctico de brujería y una "contrareligión" totalmente opuesta a la jerarquía y al catolicismo.

### Temas

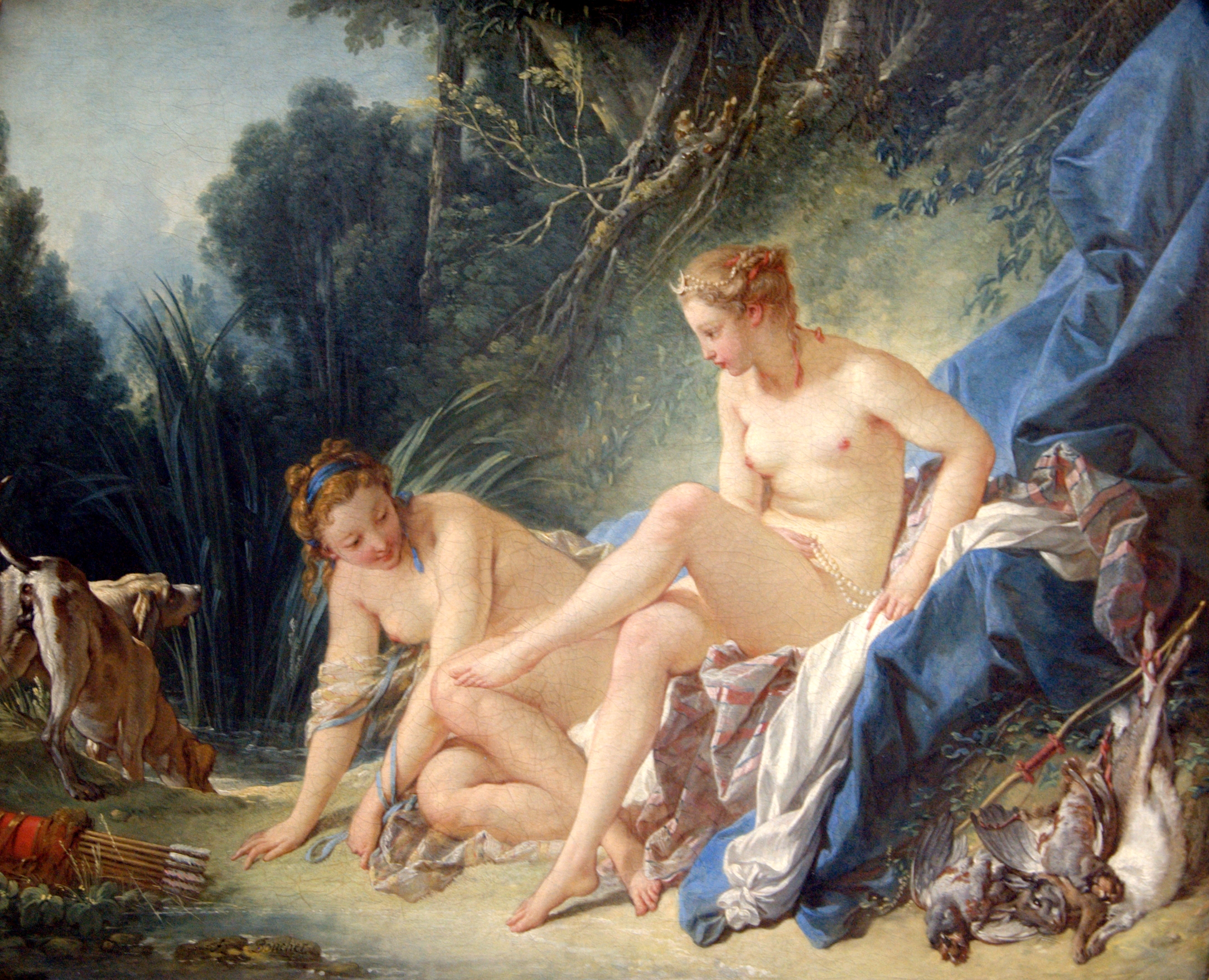
Diana saliendo de su baño
François Boucher, 1742
57 x 73 cm (Louvre, París)
La diosa viste una corona, con forma de luna creciente.

Capítulos completos del libro están dedicados a los rituales y conjuros mágicos. El capítulo sexto contiene la descripción de conjuros, con el objetivo de enamorar a la persona amada. El libro clarifica el conjuro a practicar, cuando se encuentra una piedra redonda o agujereada, para transformarla en un amuleto y conseguir así el favor de Diana (cuarto capítulo). El segundo capítulo describe la fiesta ritual en honor a Diana, Aradia y Caín. Las narraciones constituyen la parte del libro más pequeña, y consisten en varias historias breves y leyendas, acerca del nacimiento del paganismo y los hechos de sus dioses. Leland resume los mitos presentados en el texto al escribir: "Diana es la reina de las brujas; está asociada con Herodías (Aradia) a través de la brujería; parió al hijo de su hermano el Sol (Lucifer); como diosa lunar está relacionada con Caín que vive en la luna cautivo; las antiguas brujas eran personas oprimidas por el feudalismo que se revelaban como y cuanto podían, organizando orgías en honor a Diana, las cuales eran vistas por la Iglesia católica como un culto a Satanás". Diana no solo es la diosa de las brujas, también es presentada como la creadora del universo entero en el tercer capítulo, dividiéndose en luz y sombra. Tras el nacimiento de su hijo Lucifer, Diana se transforma en gato y lo seduce, para concebir así a Aradia, su hija. El primer capítulo presenta a las primeras brujas como esclavas, que consiguieron escapar de sus amos y empezaron nuevas vidas como "ladronas y malas gentes". Diana les envía a su hija Aradia, para enseñar a aquellas ex-sirvientes brujería, cuyo poder a partir de entonces podrían usar para "destruir a la raza malvada" (esclavistas). Los discípulos de Aradia se convirtieron en las primeras brujas y continuaron el culto a Diana. Charles Leland estaba muy impresionado por aquella cosmogonía: "En todos los demás escritos de cada raza del hombre (…) fue creado el universo, mientras en la brujería el origen primigenio es la mujer".

### Estructura

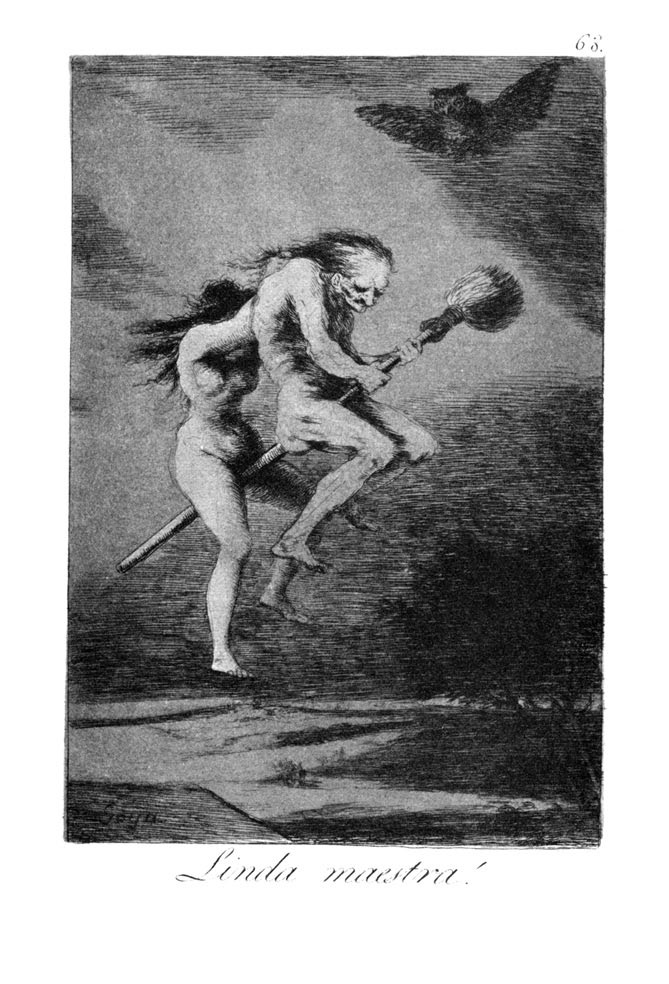
Representación de dos brujas volando en una escoba. De la serie de grabados los caprichos,
de Francisco Goya (1799).

Aradia está dividido en quince capítulos. Los diez primeros están presentados como la traducción de Leland del manuscrito Vangelo, que recibió de Maddalena. Esa sección, aunque contiene principalmente las descripciones de varios conjuros o rituales, es también la fuente de la mayoría de los mitos y cuentos populares del libro. El final del primer capítulo es el fragmento donde Aradia enseña a sus discípulos como practicar brujería.
Los diez primeros capítulos no son totalmente una traducción directa del Vangelo. Leland también propone sus propios comentarios y notas en varias partes del texto. Además el séptimo capítulo contiene otros relatos populares que no tienen su origen en el manuscrito principal. El medievalista Robert Mathiesen opina que el "Vangelo" constituye de hecho incluso una parte más pequeña de Aradia. Mathiesen afirma que solo los capítulos primero y segundo y la primera mitad del cuarto corresponden con la descripción, que Leland había hecho anteriormente del contenido del manuscrito. Para Mathiesen, el resto del libro tiene su origen en otros textos recogidos por Leland gracias a Maddalena.
Los últimos cinco capítulos se identifican más claramente como ajenos al manuscrito. A pesar de eso Charles Leland los incluyó por su relación con el tema. El autor consiguió esa información durante su investigación de la brujería italiana, especialmente mientras escribía Vestigios Etruscoromanos (Etruscan Roman Remains) y Leyendas de Florencia (Legends of Florence). Los temas de estos capítulos son ligeramente distintos a los del comienzo del libro. Sin embargo Leland decidió incluirlos en parte para "confirmar que el culto existía ya hace mucho tiempo, desde los primeros tiempos del cristianismo". El capítulo decimoquinto, por ejemplo, es una invocación a la diosa romana Laverna por medio de una baraja de naipes. Leland aclara en una nota el objetivo de esa adición: Diana, representada en Aradia, es adorada por ladrones, mientras que Laverna era la diosa romana del robo. Otras aclaraciones de Leland acerca del texto se pueden encontrar en el prefacio, el apéndice y las numerosas notas del libro.
Leland añade muchos fragmentos en italiano de la versión original, la cual él tradujo. Según Mario Pazzaglini, autor de la traducción de 1999, la versión en italiano contiene errores ortográficos, gramaticales y le faltan palabras. Además dice que inesperadamente está redactada en italiano regular y no en un dialecto local. Pazzaglini concluye que el Vangelo fue en primer lugar traducido del dialecto local al italiano y después al inglés. De ello resultó un conjunto de textos de diverso contenido, en ocasiones mal copiados. El mismo Leland consideró el texto como un "'conjunto de ceremonias, conjuros y tradiciones'"". Incluso consideraba el manuscrito como un intento de recoger "valiosos y singulares restos del folclore etrusco-romano", para evitar su desaparición. Falta coherencia entre los relatos e incluso entre las secciones que Leland atribuye al Vangelo. Según el estudioso especializado en religiones Chas Clifton, esa carencia es un argumento a favor de la autenticidad del escrito ya que al parecer el texto no fue "amasado (...) para futuros compradores del libro".

## Puntos polémicos

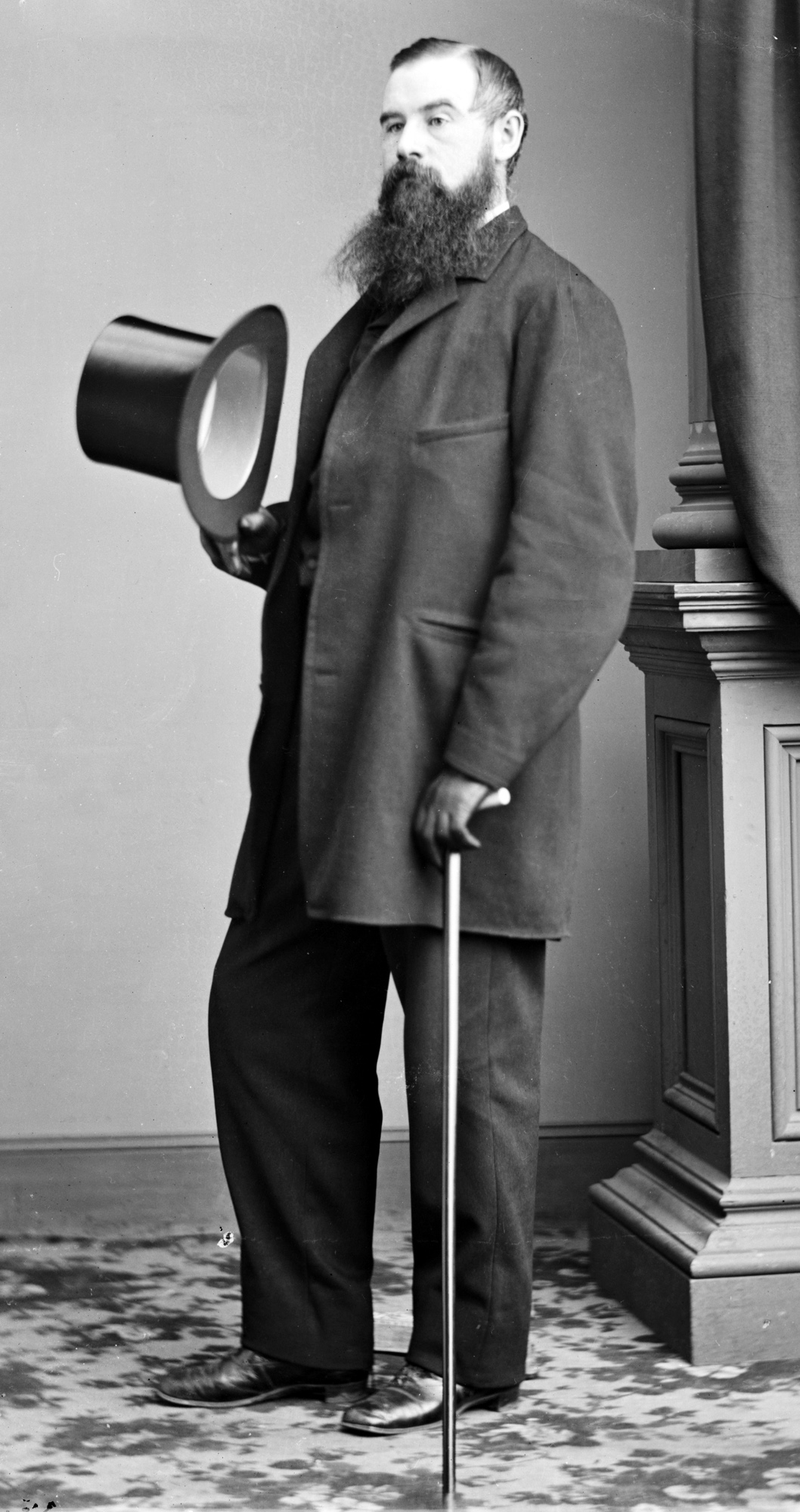
Charles Godfrey Leland escribió artículos periodísticos, comedia y libros sobre folclore y lingüística. De sus obras, la más controvertida fue sin dudas Aradia.

En sus comentarios, se hace patente que Leland cree que "las brujas, incluso hoy en día forman un sociedad secreta fragmentaria o secta, que ellas llaman Antigua Religión; y que hay en la región de Romaña poblaciones enteras que son paganas". Basándose en esa hipótesis, Leland conjeturó que "la existencia de una religión supone la existencia de una Escritura. En tal caso se puede aceptar, incluso sin un control exhaustivo que el Evangelio de las Brujas es ciertamente una obra muy antigua, probablemente la traducción de algún texto temprano o tardío del latín.
La afirmación de Leland acerca de la autenticidad del manuscrito ha sido discutida durante mucho tiempo e incluso se ha puesto en duda que llegara a recibir tal manuscrito. En 1921 se editó una obra de Margaret Murray con el título The Witch-cult in Western Europe ("Culto de brujería en Europa Occidental"), en el cual ella opina que los juicios contra las brujas europeas eran, de hecho, herramientas para perseguir a las antiguas religiones paganas que todavía existían. Más tarde Theda Kenyon, autor estadounidense sensacionalista, enlazó la teoría de Murray con la religión de brujas descrita en Aradia, en su libro de 1929 titulado Witches Still Live ("Las brujas aún viven"). En consecuencia, los argumentos contra la hipótesis de Murray terminaron convirtiéndose en argumentos contra Leland. Jeffrey Burton Russell, estudioso de la brujería, dedicó parte de su obra titulada A History of Witchcraft: Sorcerers, Heretics and Pagans ("Historia de la brujería: brujas, herejes y paganos") (1980) a contradecir a la Leland. Russell no solo no estaba de acuerdo con Aradia, sino tampoco con Murray y La Sorcière ("La bruja") de Jules Michelet, quien a su vez veía la brujería como una religión oculta. También el historiador Elliot Rose, en A Razor for a Goat ("Un cuchillo para una cabra"), estimaba Aradia como una simple colección de conjuros que no consiguen perfilar una religión de forma convincente. En Triumph of the Moon ("El triunfo de la luna"), el historiador Ronald Hutton resumía de forma concisa la discusión, describiendo tres hipótesis enfrentadas:
1. El manuscrito Vangelo es un texto auténtico que describe una religión hasta ahora desconocida.
2. Maddalena redactó el texto con o sin la ayuda de Leland, tal vez gracias a su conocimiento sobre folclore y brujería.
3. Todo el documento es una falsificación de Leland.

El mismo Hutton ve con escepticismo no solo la existencia de la religión descrita en Aradia, sino incluso la existencia de Maddalena. Para el historiador parece más creíble el hecho de que Leland creara toda la historia, que el hecho de que una modesta vidente italiana engañara al folclorista tan fácilmente. El crítico religioso Chas Clifton, muy por el contrario, se indigna por el punto de vista de Hutton que basa graves acusaciones de fraude literario únicamente en "argumentum ad ignorantiam" (uno de los principales argumentos de Hutton es que Aradia es distinto a toda la literatura medieval).
El medievalista Mathiesen también está en desacuerdo con la tercera y más escéptica hipótesis: según él, las partes de Aradia que no tienen su origen en el Vangelo, fueron intensamente corregidas y revisadas por Leland a causa de la redacción, mientras que las secciones italianas apenas sufrieron cambios, salvo por las correcciones que "precisamente haría un corrector comparando la copia con el original". Mathiesen concluye de esto que Leland sin duda se basó en un original en italiano que el medievalista considera "auténtico" pero no representativo de alguna de las más extendidas tradiciones populares. La antropóloga Sabina Magliocco examinó atentamente la primera hipótesis, según la cual el manuscrito de Leland representa verdaderamente una tradición popular sobre el culto a Diana, en un artículo titulado ¿Quién fue Aradia? Historia y Desarrollo de la Leyenda. Magliocco opina que Aradia quizá representa una versión del siglo XIX del culto a Diana, que incluía no solo elementos medievales sino también elementos más modernos con influencias del satanismo: la mención a Lucifer, la práctica de brujería, los bailes sin ropa bajo la luna, etc.

## Influencia sobre el neopaganismo
Según Magliocco, Aradia es "el primer texto del renacimiento de la brujería en el siglo XX", porque tuvo una influencia muy grande en el desarrollo del neopaganismo. Al parecer, la tesis de Aradia se corresponde con la de Margaret Murray, quien piensa que la brujería del Renacimiento y de los siglos posteriores era, de hecho, la supervivencia de los antiguos credos paganos. Cuando Gerald Gardner más tarde afirmó que había encontrado brujas auténticas en la Inglaterra del siglo XX, las obras de Michelet, Murray y Leland contribuyeron a demostrar, que esa supervivencia era ciertamente posible.
La "Orden de la Diosa", parte importante de la liturgia practicada en los rituales, fue en gran parte inspirada por el discurso de Aradia en el primer capítulo del libro. Fragmentos del libro aparecían incluso en una versión temprana del ritual wicca gardneriano. Según Doreen Valiente, una de las sacerdotisas de Gardner, Gardner estaba bastante impresionado, cuando Valiente reconoció el texto como parte del libro de Leland. Valiente reescribió más tarde el fragmento, usando tanto prosa como poesía y conservó solamente el discurso "tradicional" de Aradia. Algunas tendencias usan los nombres de "Aradia" o "Diana" para referirse a la Diosa y Reina de las Brujas. Ronald Hutton informa de que en los primeros rituales gardnerianos se usaba el nombre "Airdia", otra forma de "Aradia". Hutton además sugiere que la importancia fundamental de la desnudez ritual en los rituales tiene su origen principalmente en las palabras de Aradia que aparecen en el libro:

Aceptando a Aradia como una fuente auténtica de esa práctica, Robert Chartowich sin embargo observó que la nueva traducción de Pazzaglini en 1999 no es tan precisa. Se puede leer lo siguiente en la versión de Pazzaglini: "Hombres y Mujeres / Estaréis todos desnudos, hasta / Que aquel que ha de morir, el último/ De vuestros opresores, esté muerto." Para Chartowich, la desnudez ritual solo se basa en un error de traducción Leland, quien erróneamente añadió las palabras "en vuestros ritos".
Sin embargo, el contenido de Aradia no fue bienvenido por todos los neopaganos. Según Clifton, las hipótesis más modernas sobre la existencia de una religión pagana superviviente en Italia, por ejemplo las de Leo Martello y Raven Grimassi de la Stregheria, no se corresponden del todo con las afirmaciones del libro. Tal conflicto, en cuanto a Aradia, Clifton cree que tiene su origen quizá en la incredulidad de los propios neopaganos sobre la verdadera antigüedad de su religión. Valiente propone otra posibilidad: la identificación de Lucifer como el Dios de las Brujas en Aradia, parece demasiado difícil de aceptar para los seguidores de la Wicca, quienes están más acostumbrados al más amable y romántico paganismo de Gerald Gardner y necesariamente rechazan cualquier relación entre brujería y satanismo.
Clifton señala que Aradia influyó de forma importante en los dirigentes del movimiento neopagano durante los años 50 y 60 del siglo XX, pero posteriormente ya no aparece como libro recomendado en las listas proporcionadas a los nuevos miembros. Además, tampoco es citado tan frecuentemente en obras neopaganas más recientes. En la nueva traducción del libro publicada en 1998, el prólogo fue redactado por el escritor wiccano Stewart Farrar, quien nuevamente enfatiza la importancia de Aradia escribiendo: "La hábil investigación realizada por Leland acerca de una tradición moribunda, significó una gran contribución para otra tradición, viva y en crecimiento".